# Костешти (городище)

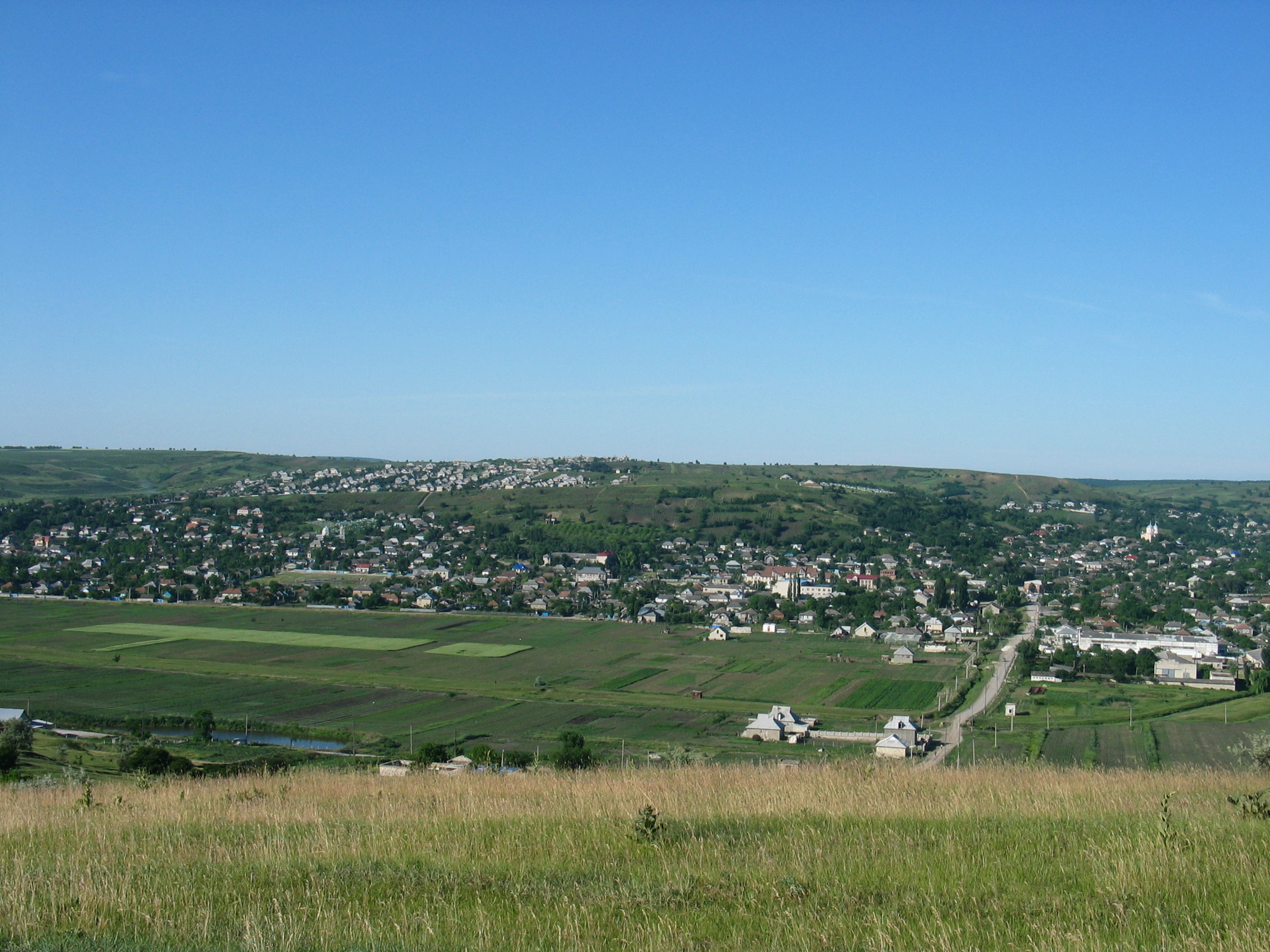

Косте́шти (молд. і рум. Costeşti, Косте́шть) — городище трипільської культури біля однойменного села в Яловенському районі Молдови приблизно за 30 км від Кишинева.
Географічні координати — близько 46°52′4″ пн. ш. 28°46′8″ сх. д. / 46.86778° пн. ш. 28.76889° сх. д. Виявлено три вали та рови, залишки двоповерхових глинобитних будинків, гончарний горн, гармати, статуетки. У Костештах IV В. І. Маркович знайшов уламок посудини зі збереженим розписом — частина жіночої фігури з гіллястими оленячими рогами на голові.
Є культурні шари епохи раннього Середньовіччя та Київської Русі. Залишки золотоординського міста (час існування — приблизно 1340—1360-ті роки). Тривають розкопки.

## Золотоординський період
Золотоординська назва міста невідома. Площа міста в межах XIV століття перевищує 4 км2. Культурний шар не відрізняється особливою потужністю, досягаючи 50-60 см, що свідчить про порівняно недовгий час існування населеного пункту. Археологічні дослідження дозволяють віднести припинення життя у місті до 60-х років XIV століття. Отримані під час розкопок матеріали характеризують місто як досить великий ремісничий і торговельний пункт, який, мабуть, відігравав роль адміністративного центру навколишнього району. Це, зокрема, підтверджує відкриття значної за розмірами (600 м²) кам'яної будівлі та споруд із водопроводами з керамічних труб. Про розвиток ремісничого виробництва у місті свідчать знахідки залізних шлаків та понад 20 горнів для випалу кераміки. При цьому дослідники відзначають у культурі міста певні риси периферійності, особливо в порівнянні з Аккерманом, що може свідчити як про його меншу адміністративну значущість, так і про віддаленість від основних шляхів караванної торгівлі.